# Wermut-Zahnrüssler
Der Wermut-Zahnrüssler (Baris artemisiae) ist ein Käfer aus der Familie der Rüsselkäfer (Curculionidae). Das Artepitheton artemisiae bezieht sich auf die Pflanzengattung Artemisia, zu welcher die Wirtspflanzen der Käferart gehören.

## Merkmale
Die länglich-ovalen schwarzen Käfer haben eine Länge von 3–4,5 mm. Sie besitzen eine sehr grobe Punktur auf dem Halsschild. Die Punkte der Zwischenräume der Flügeldecken sind überwiegend einfach eingestochen und nicht ungewöhnlich groß. Die Flügeldeckenstreifen sind kräftig und tief eingedrückt.

## Verbreitung
Das Verbreitungsgebiet der Art reicht von West- und Mitteleuropa bis nach Sibirien. Das Vorkommen reicht im Norden Europas bis nach Finnland und Schweden, im Süden bis nach Italien. Die Käfer sind in Mitteleuropa verbreitet, aber selten.

## Lebensweise
Die Käfer beobachtet man von April bis Oktober, hauptsächlich in der Zeit von April bis Juni. Die Larven entwickeln sich im Wurzelhals ihrer Wirtspflanzen. Zu diesen zählt der Gemeine Beifuß (Artemisia vulgaris), der Feld-Beifuß (Artemisia campestris) sowie das Wermutkraut (Artemisia absinthium). Im Wurzelhals findet später die Verpuppung statt.

## Gefährdung
Die Art gilt in Deutschland als ungefährdet.